# Adolf Trenckmann
Hermann Adolf Trenckmann (* 17. August 1856 in Stendal; † 4. April 1932 in Mühlhausen) war deutscher Jurist und Politiker, von 1888 bis 1898 Bürgermeister von Neuruppin, von 1899 bis 1920 Bürgermeister von Mühlhausen und Mitglied des Preußischen Herrenhauses.

## Familie
Trenckmann war Sohn des Gastwirtehepaars Heinrich Adolph und Hermine Trenckmann, geborene Bolms.
Adolf Trenckmann heiratete 1887 Klara Emilie Margarete, geborene Doehl (1870–1947), Tochter eines Apothekenbesitzers. Das Ehepaar hatte fünf Kinder.

## Leben
Trenckmann studierte Jura und legte am 12. Januar 1885 die Prüfung als Gerichtsassessor ab. Seine erste berufliche Station war von 1886 bis 1888 2. Bürgermeister und Beigeordneter in Spandau. 1888 berief ihn die Stadt Neuruppin zum ersten Bürgermeister. In seine Amtszeit fielen unter anderem der Bau des Seedamms, der Bahnlinie Löwenberg-Herzberg-Lindow-Rheinsberg, der Provinzial-Irrenanstalt Treskow, Schulen, eines Krankenhauses und eines Wasserwerkes.
1899 wählte die Stadtverordnetenversammlung von Mühlhausen Trenckmann für zunächst zwölf Jahre zum 1. Bürgermeister der Stadt (seit 1902 Oberbürgermeister). Die Amtseinführung erfolgte am 23. März 1899 durch den Regierungspräsidenten von Dewitz. Trenckmann förderte in seiner Amtszeit in Mühlhausen beispielsweise den Bau diverser Schulen, des Schlachthofs 1903, der Präparandenanstalt, die Landesheil- und Pflegeanstalt Pfafferode. In seine Amtszeit fiel auch der Mauerdurchbruch für die Mühlhäuser Straßenbahn am Inneren Frauentor. 1910 beschloss der Mühlhäuser Magistrat, Trenckmann für eine weitere Amtszeit von zwölf Jahren zu wählen. Der Oberbürgermeister vertrat die Stadt auch im Mühlhäuser Kreistag, seit 1899 im Preußischen Herrenhaus in Berlin und von 1917 bis 1920 im Provinziallandtag in Merseburg.
Im Oktober 1920 trat Trenckmann aus Gesundheitsgründen vorzeitig nach 21 Dienstjahren in den Ruhestand. Er starb am 4. April 1932 75-jährig in Mühlhausen.

## Ehrungen
Trenckmann erhielt mehrere Auszeichnungen, unter anderen den preußischen Roten Adlerorden IV. Klasse und die Landwehr-Dienstauszeichnungen II. Klasse.
Die Trenckmannstraße in Neuruppin ist nach ihm benannt.